# 労働局 (琉球政府)
労働局（ろうどうきょく）は、琉球政府の行政事務部局のひとつ。労働政策を所管した。
1954年7月1日の機構改革において、社会局から分離したものである。

## 所掌事務
労働局の所掌事務は以下の通りである（1972年5月14日現在）。
- 労働組合に関すること
- 労働関係の調整に関すること
- 職業安定に関すること
- 労働基準に関すること
- 労働保険に関すること
- 渉外労働に関すること
- その他労働に関すること

## 組織
労働局の組織は以下の通りである（1972年5月14日現在）

### 内部部局
- 局長直属
  - 総務課
- 労政部
  - 労政課
  - 労働調査課
  - 職業安定課
  - 渉外労働課
  - 失業保険課
- 労働基準部
  - 労働基準課
  - 婦人少年課
  - 労災補償課

### 外局
- 中央労働委員会
- 公共企業体労働委員会
- 船員労働委員会

### 支分部局
- 公共職業安定所
- 労働基準監督署

### 附属機関
- 職業訓練所
- 労働衛生センター
- 内職公共職業補導所